# Avantprojecte d'Estatut d'Autonomia de les Illes Balears de 1931
L'Avantprojecte d'Estatut de les Illes Balears de 1931 és un text impulsat per l'Associació per la Cultura de Mallorca que fou aprovat per una assemblea al juliol del mateix any. Malgrat això no prosperà per diverses causes.

## Antecedents
La constitució de la Segona República obria la porta a què les regions poguessin assolir un règim d'autonomia. Per això diversos partits de les Illes portaven la redacció d'un estatut d'autonomia al seu programa com el partit Centre Autonomista, el Partit Liberal Regionalista d'Eivissa i el Partit Regionalista de Mallorca.

## Redactors
- Per l'Associació per la Cultura de Mallorca: Guillem Forteza, Joan Pons i Marquès, Miquel Font i Gorostiza, Elvir Sans, Francesc de Sales Aguiló Forteza i Emili Darder (que la presidia).
- Per la Cambra Provincial d'Indústria, Comerç i Navegació: Guillem Roca Waring i Josep Casasoves i Obrador (que la presidia).
- Per la Cambra Oficial Agrícola: Arnest Mestre i Artigas.

## La qüestió menorquina
Els representats menorquins decidiren no participar en l'assemblea per diverses raons. Les opcions eren tres: 
- Autonomia Balear: Una facció minoritària desitjava participar en el procés autonòmic amb la resta de les illes però a causa del seu nombre reduït no imposaren les seves tesis.
- Autonomia amb Catalunya: Algunes veus intel·lectuals veien possible una autonomia de Menorca juntament amb Catalunya. Aquesta proposta es defensava per les relacions estretes de l'illa amb el Principat més que amb Mallorca.
- Autonomia de Menorca: Un tercer corrent defensava una autonomia de Menorca tota sola amb cap relació ni amb la resta de l'arxipèlag ni amb Catalunya, amb relació directa amb el poder estatal republicà.

La decisió dels representants municipals menorquins, reunits al Mercadal quatre dies abans de la convocatòria, de no assistir a l'assemblea palmesana, perquè encara no s'havia aprovat la Constitució republicana, s'explica des de l'òptica de la posició antiprovincial balear, de la desconfiança de la iniciativa mallorquina i de l'hegemonia a Menorca d'un Partit Republicà Radical que creia ben poc en la qüestió nacional i que defensava, a grans trets, la constitució de Menorca com a regió amb relació directa amb Madrid.

## La qüestió catalana
La relació amb Catalunya també va ser un dels temes que provocà algun debat. El diputat a les Corts Espanyoles Gabriel Alomar i Villalonga havia defensat la integració de les Illes Balears dins l'autonomia catalana per diverses raons com el dèficit de tradició política insular, l'estreta relació històrica i cultural amb Catalunya i la impossibilitat de federar les dues regions com proclamava l'article 13 de la Constitució de la República.

## L'assemblea
Els dies 20, 21, 22 i 23 de juliol de 1931, el Teatre Principal de Palma va acollir una assemblea que havia d'aprovar l'Avantprojecte. La trobada va ser impulsada per Francesc Julià, president de la Diputació Provincial.
Hi estaven convocats 174 representants entre associacions i corporacions municipals. Així, és destacable l'absència ja explicada dels menorquins i la participació amb reticències dels enviats d'Eivissa. També a Mallorca hi va haver municipis que no enviaren representants com els de Costitx, Deià, Escorca, Fornalutx, Lloseta, Marratxí, Maria de la Salut, Valldemossa, Muro, Capdepera, Búger, les Salines, Santa Margalida i Son Servera.
Malgrat tot, l'Avantprojecte va ser aprovat amb algunes esmenes pels representants reunits.

## El fracàs i els intents posteriors
La fi de la iniciativa autonòmica va ser causada per diversos factors alguns ja explicat com l'absència dels ajuntaments menorquins. Una altra causa va ser la poca consciència d'autogovern dins la societat illenca, ja que només els regionalistes i els republicans federals eren partidaris de l'autonomia. Les forces polítiques restants també tingueren dubtes, per exemple l'esquerra (socialistes i comunistes) era temorosa de què el poder autonòmic estigués en mans de la dreta, i d'altra banda era fortament sucursalista, pel seu costat les forces conservadores no varen ser conscients de les possibilitats d'una autoritat regional forta. També és important el canvi polític a nivell estatal quan la dreta va pujar al poder (Bienni Negre) que va intentar posar fre al procés autonòmic.
Cap a la fi de l'any 1932 a instàncies de la Diputació s'intentà reunir els representants dels ajuntaments però Menorca tornà a no assistir-hi. La victòria del Front Popular va fer que la primavera-estiu de 1936 s'intentàs rellançar el procés autonòmic sobretot des del regionalisme i el republicanisme federal, en aquesta darrera temptativa cal destacar l'absència de l'esquerra nacionalista. Així l'aixecament militar del 19 de juliol acabà amb qualsevol possibilitat i el debat de l'autogovern de les Illes no es tornà a obrir fins als anys 70.